# Vlag van Gaasterland-Sloten

Vlag van de gemeente Gaasterland-Sloten
(1985-2014)

De vlag van Gaasterland-Sloten is op 5 juni 1984 per raadsbesluit ingesteld als de gemeentelijke vlag van de Friese gemeente Gaasterland-Sloten (Gaasterlân-Sleat), die op 1 januari 1984 was gevormd door de fusie van de voormalige gemeenten Gaasterland, Sloten en een klein deel van Hemelumer Oldeferd. De vlag is niet langer als gemeentelijke vlag in gebruik nadat de gemeente Gaasterland-Sloten  per 1 januari 2014 in De Friese Meren is opgegaan. De haas uit de vlag van Gaasterland-Sloten is overgenomen op de vlag van De Friese Meren.

## Beschrijving
De vlag wordt als volgt beschreven:
Twee evenhoge banen van geel en blauw, welke vijfmaal gekanteeld zijn; in de gele baan aan de broekingzijde een rode springende haas ter lengte van 2/5 van de vlaglengte.

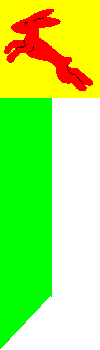
Wimpel

Niet vermeld is dat de kantelen vierkant zijn en de hoogte ervan 1/6 van de vlaghoogte bedraagt.
Tegelijkertijd met de vlag werd bij raadsbesluit een gemeentewimpel vastgesteld: 
Een vierkante hijs van geel, beladen met een rode springende haas, en een splitwimpelvlucht in twee lengtebanen van groen en wit

## Verklaring
De kleuren zijn afkomstig van het gemeentewapen, evenals de haas die is ontleend aan het wapen van Gaasterland. De kantelen zijn afkomstig uit de vlag van Sloten en staan zowel voor de vesting als voor de baard van de sleutel in het wapen.

## Verwante afbeeldingen

Wapen van Gaasterland-Sloten
Wapen van Gaasterland
Vlag van Gaasterland
Vlag van Sloten
Vlag van De Friese Meren

Aengwirden 
· Baarderadeel 
· Barradeel 
· het Bildt 
· Bolsward 
· Boornsterhem 
· Dokkum 
· Dongeradeel 
· Doniawerstal 
· Ferwerderadeel 
· Franeker 
· Franekeradeel 
· Gaasterland 
· Gaasterland-Sloten 
· Haskerland 
· Hemelumer Oldeferd 
· Hennaarderadeel 
· Hindeloopen 
· Idaarderadeel 
· IJlst 
· Kollumerland en Nieuwkruisland 
· Leeuwarderadeel 
· Lemsterland 
· Littenseradeel 
· Menaldumadeel 
· Nijefurd 
· Oostdongeradeel 
· Rauwerderhem 
· Schoterland 
· Skarsterlân 
· Sloten 
· Sneek 
· Stavoren 
· Terschelling en Vlieland 
· Utingeradeel 
· Westdongeradeel 
· Wonseradeel 
· Workum 
· Wymbritseradeel